# Dirk Schuster
Dirk Schuster (Chemnitz, 29 de dezembro de 1967) é um ex-futebolista e treinador de futebol alemão que atuava como zagueiro. Atualemte está sem clube.

## Carreira em clubes

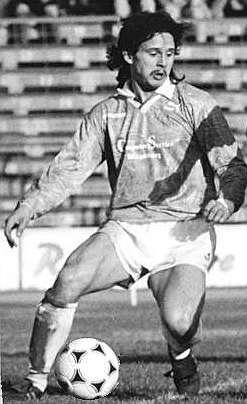
Dirk Schuster em 1990.

Depois de jogar nas categorias de base do FC Karl-Marx-Stadt (atual Chemitzer), o zagueiro profissionalizou-se em 1986, no Sachsenring Zwickau. O clube que mais defendeu foi o Karlsruhe, com 167 jogos disputados e 3 gols marcados entre 1991 e 1997.
Schuster ainda jogou por Magdeburg, Eintracht Braunschweig, 1. FC Köln, Antalyaspor (Turquia), Admira Wacker Mödling (Áustria), LR Ahlen, Wilhelmshaven, Waldhof Mannheim e ASV Durlach, onde iniciou a carreira de técnico em 2007. A aposentadoria como jogador foi no mesmo ano, quando o zagueiro defendia o Alemannia Wilferdingen, aos 39 anos.

## Carreira de treinador
Já aposentado, Schuster comandou o Stuttgarter Kickers entre 2009 e 2012, e após deixar os Die Kickers em novembro deste último ano, permaneceu um mês inativo, quando foi contratado pelo Darmstadt, que na época disputava a 3. Liga (terceira divisão alemã), levando a equipe a 2 acessos consecutivos. Após evitar o rebaixamento do Darmstadt (terminou em 14º lugar na classificação), foi premiado como o melhor técnico de futebol no futebol do país.
Teve ainda uma curta passagem de 16 jogos pelo Augsburg em 2016, voltando ao Darmstadt em dezembro do ano seguinte. Em fevereiro de 2019, foi substituído por Dimitrios Grammozis. Em agosto do mesmo ano, foi anunciado como novo técnico do Erzgebirge Aue, sucedendo Marc Hensel. Deixou o clube em junho de 2021, após 65 partidas.
Em maio de 2022, Schuster foi anunciado como novo técnico do Kaiserslautern, substituindo Marco Antwerpen.

## Carreira internacional
Em 1990, jogou 4 partidas pela seleção da Alemanha Oriental, não marcando gol em nenhuma delas. Pela Alemanha reunificada, atuou em 3 jogos entre 1994 e 1995, e também não conseguiu marcar gols.

## Títulos
Karlsruhe
- Taça Intertoto da UEFA: 1996

### Individuais
- Treinador de Futebol do Ano na Alemanha: 2016